# Майкл Стівен Браун
Майкл С. Браун (англ. Michael S. Brown; народився 24 червня 1985 у м. Нортбрук, США) — американський хокеїст, правий/лівий нападник. Наразі є вільним агентом.
Виступав за Мічиганський університет (NCAA), «Манітоба Мус» (АХЛ), «Ванкувер Канакс», «Анагайм Дакс», «Торонто Мейпл-Ліфс».
У складі національної збірної США чемпіонату світу 2011. У складі молодіжної збірної США учасник чемпіонату світу 2005. У складі юніорської збірної США учасник чемпіонату світу 2003.